# 세인트앤구

세인트앤구의 위치

세인트앤구(영어: Saint Ann Parish)는 자메이카 북부 연안에 위치한 구로 행정 중심지는 세인트앤스베이이며 면적은 1,212.6km2, 인구는 170,000명(2001년 기준)이다. 미들섹스주에 속하며 남쪽으로는 클래런던구와 세인트캐서린구, 동쪽으로는 세인트메리구, 서쪽으로는 트렐로니구와 접한다. 자메이카에서 면적이 가장 넓은 구이자 밥 말리를 비롯한 자메이카 출신의 레게 음악가들의 고향이기도 하다.

## 같이 보기
- 밥 말리
- 마커스 가비